# Ferrari Challenge: Trofeo Pirelli
Ferrari Challenge: Trofeo Pirelli é um jogo de video game de corrida desenvolvido pela Eutechnyx e publicado pela System 3 baseado no Ferrari Challenge. A versão do Nintendo DS possui modo multiplayer wireless, a versão do Wii utiliza o sensor de movimento do Wii Remote para comandar o volante, o jogo foi também lançado para PlayStation 2 e PlayStation 3.

## Lista de carros
- Ferrari F430 Challenge
- Ferrari F355 Challenge
- Ferrari FXX
- Ferrari 333SP
- Ferrari 250 TR
- Ferrari F430 GT2
- Ferrari 360 GT
- Ferrari 575 GTC
- Ferrari 250 LM
- Ferrari 250 GTO
- Ferrari F40
- Ferrari F50
- Ferrari 365 GTB4
- Ferrari 550M
- Ferrari 355 GTB
- Ferrari 360
- Ferrari 512S
- Ferrari 348 TB
- Ferrari 512M
- Ferrari 550 GT
- Ferrari 575M

## Circuitos
- California Speedway
- Hockenheimring
- Homestead-Miami Speedway
- Infineon Raceway
- Circuito de Fiorano
- Misano World Circuit
- Autódromo Nacional de Monza
- Circuito de Mont-Tremblant
- Circuito de Mugello
- Circuito de Paul Ricard
- Redwood Park - Montreal
- Circuito de Silverstone
- Spa-Francorchamps
- Circuito de Vallelunga
- Virginia Raceway